# Dmitri Michailowitsch Zyganow

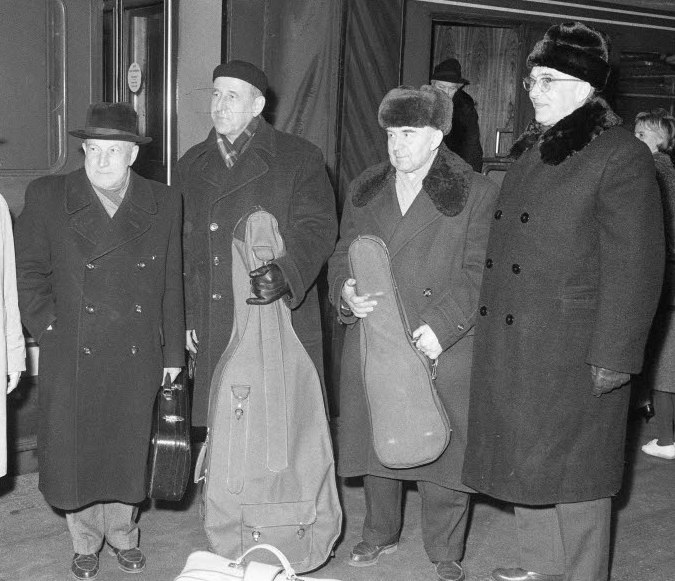
Dmitri Zyganow (li.) mit dem Moskauer Beethoven-Quartett bei der Ankunft auf dem Kieler Hauptbahnhof (1963)

Dmitri Michailowitsch Zyganow (russisch Дмитрий Михайлович Цыгано́в; auch Dimitrij Tsyganov und Dimitrij Mihajlovic Cyganov; * 27. Februarjul. / 12. März 1903greg. in Saratow; † 25. März 1992 in Moskau) war ein sowjetisch-russischer Violinist und Musikpädagoge. Bekannt wurde er als langjähriger Violinprofessor des Moskauer Konservatoriums und Primarius des Beethoven-Streichquartetts.

## Leben
Dmitri Michailowitsch Zyganows Vater war Geiger. Von ihm erhielt ersten Violin- und Klavierunterricht. Er besuchte die Violinklasse Jaroslaw Jaroslawowitsch Gajeks (1881–1919) am 1912 gegründeten Konservatorium in Saratow. 1919 trat er als Freiwilliger in die Rote Armee ein. Er wurde Konzertmeister des Sinfonieorchesters der Politischen Abteilung der Südostfront, war dort erster Geiger eines Streichquartetts und trat als Solist auf. Auf Betreiben Alexander Tichonowitsch Gretschaninows setzte er 1920 sein Studium am Moskauer Konservatorium fort. Er studierte von 1920 bis 1922 dort Violine bei Alexander Jakowlewitsch Mogilewski (1885–1953) Kompositionsunterricht erhielt er von Georgi Catoire. 1922 absolvierte er das Studium mit Auszeichnung und erhielt die  Medaille in Gold des Konservatoriums  verliehen.
1923 gründete er mit den Mitstudenten, dem Geiger Wassili Schirinski (1901–1965), dessen Bruder, dem Cellisten Sergej Schirinski (1903–1974) und dem Bratschisten Wadim Borisowski (1900–1972), das Streichquartett des Moskauer Konservatoriums, das sich später in Beethoven-Streichquartett umbenannte. Bis 1925 war er Mitglied des dirigentenlosen Orchesters Persimfans. Hier trat er oft als Solist auf. Er war der erste Geiger, der in der Sowjetunion einen Zyklus aller zehn Violinsonaten Ludwig van Beethovens aufführte. Bis 1977 war er Primarius des Beethoven-Streichquartetts, mit dem er im In- und Ausland viele Konzerttourneen unternahm viele Werke auf Tonträger einspielte. Mit diesem Ensemble spielte er die Uraufführungen aller Streichquartette Dmitri Schostakowitschs. Gemeinsam mit diesem Komponisten  spielte er auch die Uraufführungen dessen Klaviertrios und dessen Klavierquintetts. Schostakowitsch widmete seinem Freund Zyganow zu dessen fünfundsechzigsten Geburtstag das zwölfte Streichquartett. Zyganow konzertierte er mit vielen bekannten Musikern wie Felix Michailowitsch Blumenfeld, Emil Gilels, Alexander Borissowitsch Goldenweiser, Konstantin Nikolajewitsch Igumnow, Nikolai  Medtner, Sergei  Prokofjew, Heinrich Neuhaus, Lew Nikolajewitsch Oborin, Samuil Jewgenjewitsch Feinberg, Swjatoslaw Richter, Marija Weniaminowna Judina.
Ab 1930 unterrichtete er am Moskauer Konservatorium und wurde dort 1935 Professor. Von 1956 bis 1981 leitete er den Lehrstuhl für Violine am Moskauer Konservatorium. Er war Juror bei verschiedenen internationalen Violinwettbewerben. Seine Unterrichtstätigkeit am Konservatorium gab er erst 1985 auf. Nach seinem Tod im März 1992 wurde er auf dem Wagankowoer Friedhof beigesetzt. Zu seinen Schülern zählten Sorja Schichimursajewa (1933–2010), Yurij KOrchinkiy (Юрий Корчинский, 1953–2011) und Wladimir Malinin.

## Auszeichnungen
Dmitri Michailowitsch Zyganow wurde der Titel Заслуженный деятель искусств СССР [Verdienter Künstler der UdSSR] und 1979 der Titel Volkskünstler der UdSSR verliehen. Er war Träger des Staatspreises der UdSSR. 1946 wurde ihm der Stalinpreis verliehen. 1946 zum 80. und 1966 zum 100. Jahrestag der Gründung des Moskauer Konservatoriums erhielt er jeweils den Orden des Roten Banners der Arbeit.

## Werke (Auswahl)
Dmitri Michailowitsch Zyganow  erstellte Transkriptionen von Werken Johann Sebastian Bachs, Antonio Vivaldis, Pjotr Iljitsch Tschaikowskis, Igor Strawinskys und Rodion Konstantinowitsch Schtschedrindrins. Er bearbeitete auch neunzehn Präludien für Klavier von Dmitri Schostakowitsch und komponierte Kadenzen zu vielen Violinkonzerten.
Die Russische Staatsbibliothek besitzt folgende Werke Zyganows:
Bearbeitungen und Arrangements für Violine und Klavier (Обработки и переложения для скрипки и фортепиано)
- Nr. 6: Toccata von Girolamo Frescobaldi, Musgis, 1937
- Nr. 7:  Violinsolo (Entracte) aus dem Ballett Dornröschen von Pjotr Iljitsch Tschaikowski, Musurg, 1938
- Nr. 8: Das zweite Violinsolo aus dem Ballett Schwanensee von Pjotr Iljitsch Tschaikowski, Musgis, 1940
- Nr. 9: Пробуждение [Erwachen] von Gabriel Fauré,  Musgis, 1937
- Nr. 10: Golliwogg’s cake-walk aus Children’s Corner von Claude Debussy, Musgis, 1937
- Nr. 11: Intermezzo aus der Oper Goyescas von Enrique Granados, Musgis, 1937
- Nr. 12: Vier Präludien aus op. 34 von Dmitri Schostakowitsch, Musgis, 1937

Eine Reihe von Bearbeitungen für Violine und Klavier (Серия обработок для скрипки с фортепиано)
- Nr. 1: Konzert d-Moll Vivaldi/Bach, Musgis, 1936
- Nr. 2: Adagio aus der Orgeltoccata C-Dur von Johann Sebastian Bach, Musgis, 1936
- Nr. 3: Wiegenlied op. 16 Nr. 1 von Pjotr Iljitsch Tschaikowski, Musgis, 1936
- Nr. 4: Walzer fis-Moll op. 40 Nr. 9 von  Pjotr Iljitsch Tschaikowski, Musgis, 1936

Ausgewählte Violinkadenzen (Избранные скрипичные каденции)
Komponiert und herausgegeben von Dmitri Michailowitsch Zyganow, Musyka, 1979
Die Ausgabe enthält Kadenzen zu Violinkonzerten Wolfgang Amadeus Mozarts, zum ersten und zweiten Violinkonzert Niccolo Paganinis, dem Violinkonzert von Ludwig van Beethoven sowie dem Violinkonzert von Johannes Brahms. Die Kadenzen stammen von Zyganow, aber auch von Eugène Ysaÿe, Fritz Kreisler, David Oistrach, Joseph Joachim, Jascha Heifetz, George Enescu, F. Krestel, August Wilhelmj, Émile Sauret und Abram Iljitsch Jampolski.
Violinkadenzen (Скрипичные каденции)
Zu Konzerten und Sonaten von Arcangelo Corelli, Giuseppe Tartini und Giovanni Battista Viotti herausgegeben von Dmitri Zyganow, Musgis, 1951
Werke von Dmitri Schostakowitsch
- Drei Zyklen mit Präludien für Klavier op. 36, bearbeitet von für Violine und Klavier von Dmitri Zyganow, Musyka, 1969
  - I Fünf Präludien für Klavier.36 Nr, 1, 3, 8, 11 und 5,
  - II Zehn Präludien für Klavier.36 Nr, 2, 6, 12, 13, 17–22,
  - III Vier Präludien für Klavier.36 Nr, 10, 15, 16, 24

- Rezitativ und Romanze. Aus dem Streichquartett Nr. 2 Op. 68, transkribiert für Violine und Klavier von Dmitri Zyganow, Sow. Kompositor (Сов. композитор), 1981
- Andantino. Aus dem Streichquartett Nr. 4  Op. 83, transkribiert für Violine und Klavier von Dmitri Zyganow, Musyka, 1964